# Nedra Färgagöl
Nedra Färgagöl är en sjö i Västerviks kommun i Småland och ingår i Motala ströms huvudavrinningsområde.